# Gioia Meller Marcovicz
Gioia Meller Marcovicz (* 1955 in Deutschland) ist eine deutsche Mode- und Möbeldesignerin.

## Leben
Gioia Meller Marcovicz studierte Modedesign in München und gründete anschließend eine eigene Firma für Fashion-Design in London. Auftraggeber waren Modehäuser wie The Scotch House, Jaeger und Norman Hartnell. 1982 erhielt sie für ihr eigenes Label den britischen Designpreis. 
Seit Abschluss des Studiums am Londoner Royal College of Art im Jahr 1993 arbeitet sie 
als Möbeldesignerin für europäische Hersteller. 
Für ihre Arbeiten erhielt sie zweimal den Red Dot Award sowie den Internationalen Designpreis für Langlebigkeit Baden-Württemberg. 
Gioia Meller Marcovicz lebt und arbeitet in London und Venedig, wo sie seit 2001 ein Atelier  betreibt. Ihre Eltern sind Pali und Digne Meller Marcovicz.